# Pietro Marquett de Guevara
Pietro Marquett de Guevara (fl. 1571) è stato un militare italiano.

## Biografia
Primo barone di Ucria, fu comandante di 18 galee nella Battaglia di Lepanto del 1571. Secondo alcuni storici uno dei comandanti di Lepanto fu Tommaso Marquett, come recita il bassorilievo del monumento a don Giovanni d'Austria nella piazza Lepanto di Messina. La famiglia fu molto presente nella vita pubblica della città di Messina. Un Raimondo edificò una propria dimora lungo la riviera di Messina, il Paradiso, che diede il nome al luogo. La Chiesa Madre di Ucria conserva ancora oggi il sepolcro del barone don Giuseppe Marquett Giardina (1650). Nel tempo la casa assunse il cognome Marchetti ed è ancora presente nell'isola con i Marchetti Tricamo.